# Kitahara Takeo
Kitahara Takeo (japanisch 北原 武夫; geboren 28. Februar 1907 in Odawara (Präfektur Kanagawa); gestorben 29. September 1973) war ein japanischer Schriftsteller und Literaturkritiker.

## Leben und Wirken
Kitahara Takeo schloss 1932 sein Studium in Literaturwissenschaften an der Keiō-Universität ab und begann für eine Zeitung zu arbeiten. 1933 beteiligte er sich mit Inoue Ichirō (井上友一郎; 1909–1997), Tamura Taijirō (1911–1983) und anderen an der Herausgabe der Zeitschrift „Sakura“ (桜).
Seine frühen Romane, wie „Tsuma“ (妻) – „Meine Frau“ aus dem Jahr 1938, befassten sich mit seiner ersten Frau, die in einer Nervenheilanstalt starb. 1939 heiratete er die Schriftstellerin Uno Chiyo. Ab 1936 publizierten die beiden das Magazin für weibliche Mode „Sutairu“ (スタイル) – „Style“. Sie nahmen nach dem Zweiten Weltkrieg die Publikation des Magazins wieder auf, mussten es aber 1954 einstellen. 1964 trennten Kitahara und Uno sich.
Kitahara etablierte sich als Kommentator sowohl was Frauen anging, als auch bezüglich der Literatur seiner Zeit. Viele seiner späteren Romane befassen sich mit Frauen, die in der dekadenten Stadt vergeblich auf der Such nach Liebe sind. Er verfasste Werke wie „Matai den“ (マタイ伝) – „Evangelium nach Matthäus“, „Sei kazoku“ (聖家族) – „Die heilige Familie“ 1948, „Kokuhaku-teki josei-ron“(告白的女性論) – „Frauentheorie in Form von Geständnissen“ 1958, „Kirisame“ (霧雨) – „Nieselregen“ 1971, oder „Jōjin“ (情人) – „Verliebte Person“ 1972. Seine Gesammelten Werke als Literaturkritiker sind von 1974 bis 1975 unter dem Titel „Kitahara Takeo bungaku senshū“ (北原武夫文学全集) erschienen.